# Союз советских офицеров
В настоящее время в России и странах СНГ существует несколько не связанных друг с другом общественных организаций с названием Союз советских офицеров. Причиной разделения офицерского движения является, среди прочего, вопрос поддержки различных политических партий.

## ВРоссийской Федерации
Союз советских офицеров — межрегиональная общественная организация военнослужащих. Связана с КПРФ.
Создан в феврале 1996 года на первом учредительном съезде в Москве.
Объединяет более 25 тыс. членов.
Строится по территориальному признаку, в неё входит 62 республиканских, краевых и областных организации.
Лидеры — генерал-майор В. П. Ткаченко (председатель президиума Центрального Совета), генерал-майор Евгений Копышев.
Идеология: коммунизм, интернационализм.

## На Украине
В Украине создана и активно работает в соответствии со своим Уставом общественная организация «Всеукраинский Союз советских офицеров» (ВУССО). Создана в 1997 году, зарегистрирована в Минюсте Украины 15.07 1999 г., председатель — генерал-майор в отставке Доманский А. И., с 17.01.2015 г. — генерал-майор авиации в отставке Селиванов Г. М..
Существует также несколько подобных, но по численности «карликовых» организаций, типа «Союз Советских офицеров Украины (ССОУ)» во главе с майором в отставке Александром Огородниковым (создан в 1995 г.) и других аналогов. Это не мешает ВУССО находить с ними «общий язык» при решении актуальных задач социальной, правовой и моральной защиты, причём не только членов ВУССО, но и ветеранов войны, военной службы, правоохранительных органов, труда и детей войны других общественных организаций во всех регионах Украины.
Международное сотрудничество ВУССО осуществляет в рамках МОССО (Международного объединения организаций Союза советских офицеров).